# جینا تورئالوا
جینا تورئالوا (انگلیسی: Gina Torrealva؛ زادهٔ ۱۶ نوامبر ۱۹۶۱) بازیکن والیبال اهل پرو است.